# Jan Harzius
Jan Harzius, O.Cist. († 30. října/3. listopadu 1588) byl cisterciácký mnich, v roce 1588 krátkou dobu opat kláštera ve Vyšším Brodě. Byl v pořadí 23. opatem tohoto kláštera.

## Život
Narodil se v blíže neznámém roce ve Frankách v Německu. Vstoupil do cisterciáckého řádu a studoval teologii v Krakově. Stal se převorem v Klášteře sv. Bernarda v provincii Groningen v Nizozemí. V roce 1580 přešel do opatství ve Vyšším Brodě a o čtyři roky později se zde stal převorem. Poté, co byl dosavadní vyšebrodský opat Jiří III. Taxer zvolen opatem v Sedlci, stal se Harzius administrátorem vyšebrodského kláštera. V květnu 1580 se konala ve Vyšším Brodě volba nového opata, z níž Harzius vzešel jako nový opat. Benedikován byl 15. května 1588.
Opatem vyšebrodským byl Jan Harzius pouze krátce. Snažil se obnovit v klášteře zdravého řeholního ducha a chtěl provádět nenásilnou rekatolizaci poddaných na klášterních panstvích. Zemřel však uprostřed pilné práce již buď 30. října nebo 3. listopadu 1588 a byl pohřben v klášterním kostele. Jeho náhrobek je zde dodnes, nápis na něm je však téměř nečitelný. Po jeho smrti byl správou Vyššího Brodu pověřen zbraslavský opat Flamming. Nová opatská volba se pak konala až v roce 1591 a zvolen byl dosavadní převor Michal Fabritius.